# Hoher Ifen
Hoher Ifen lub Hochifen – szczyt w Alpach Algawskich, części Alp Bawarskich. Leży na granicy między Austrią (Vorarlberg), a Niemcami (Bawaria).